# Serie A 2005-2006 (calcio a 5)
Il campionato di Serie A 2005-2006 è stato il diciassettesimo campionato di Serie A e la ventitreesima manifestazione nazionale che assegnasse il titolo di campione d'Italia. La stagione regolare ha preso avvio il 17 settembre 2005 e si è conclusa il 15 aprile 2006, prolungandosi fino al 25 maggio 2006 con la disputa delle partite di spareggio. Il regolamento è il medesimo della stagione precedente. La stagione è stata contraddistinta da un dominio schiacciante della Luparense Calcio a 5 di Jesús Velasco e del capitano azzurro Fernando Grana. La superiorità si è concretizzata negli undici punti di distacco alla seconda classificata, la Lottomatica Roma, e anche nella classifica dei gol fatti e della difesa meno battuta. La stagione regolare segna anche la retrocessione in serie A2 del Prato Calcio a 5, vincitore dei titoli 2002 e 2003, assieme alla Polisportiva Giampaoli Ancona.
La disastrosa stagione del Perugia Calcio a 5 campione in carica termina con l'eliminazione al primo turno dei play-off per mano del Montesilvano, nel stesso tornu la Lazio Calcio a 5 fatica sino ai tempi supplementari per avere la meglio sui vincitori della A2 del Cesena Calcio a Cinque, sono di Erick Bellomo e Bortolon le reti capitoline nei tempi supplementari che fissano il punteggio sul 6-4. Nei quarti di finale va tutto come previsto per le prime tre della classe: Luparense, Roma e Nepi sia pure andando a gara3 liquidano rispettivamente Augusta, Montesilvano e Reggio. L'Arzignano e la Lazio danno vita ad un movimentato quarto di finale con il 7-3 dei veneti in casa dei capitolini, con l'espulsione di Bruno Rossa, ed il ritorno sospeso al 9 minuto del secondo tempo sul punteggio di 0-1 per la Lazio, per la contemporanea espulsione dal terreno di gioco di tre giocatori biancocelesti. Le semifinali propongono il derby laziale tra Nepi e Roma terminato in gara3 con la vittoria di Nepi per 4-1, e la sfida veneta tra l'Arzignano Grifo di Fabián López e la corazzata Luparense. Questa seconda semifinale dà le dimensioni del lavoro fatto da Lopez soprattutto nella seconda parte della stagione: al PalaTezze la Luparense viene sconfitta 6-2, il ritorno a San Martino di Lupari è un assalto alla porta di Javier Guisande che difende il risicato 1-0 e contribuisce in maniera decisiva a portare l'Arzignano all'atto finale del campionato. La finale con il Nepi termina con un 3-1 per i veneti ad Arzignano ed una vittoria esterna a Colleferro per 1-0 con rete di Wilhelm.

## Stagione regolare

### Classifica
|                               | Pos. | Squadra                | Pt | G  | V  | N  | P  | GF  | GS  | DR  |
| ----------------------------- | ---- | ---------------------- | -- | -- | -- | -- | -- | --- | --- | --- |
| Vincitrice della Coppa Italia | 1.   | Luparense              | 66 | 26 | 21 | 3  | 2  | 122 | 55  | +67 |
|                               | 2.   | Roma Futsal            | 55 | 26 | 17 | 4  | 5  | 106 | 72  | +34 |
|                               | 3.   | Nepi                   | 51 | 26 | 16 | 3  | 7  | 102 | 71  | +31 |
|                               | 4.   | Arzignano              | 49 | 26 | 14 | 7  | 5  | 119 | 83  | +36 |
|                               | 5.   | Lazio                  | 35 | 26 | 10 | 5  | 11 | 112 | 111 | +1  |
|                               | 6.   | Reggio                 | 34 | 26 | 8  | 10 | 8  | 88  | 92  | -3  |
|                               | 7.   | Napoli                 | 33 | 26 | 8  | 9  | 9  | 71  | 65  | +6  |
|                               | 8.   | Montesilvano           | 33 | 26 | 8  | 9  | 9  | 83  | 88  | -5  |
|                               | 9.   | Augusta                | 31 | 26 | 8  | 7  | 11 | 69  | 75  | -6  |
|                               | 10.  | Perugia                | 28 | 26 | 6  | 10 | 10 | 67  | 80  | -13 |
|                               | 11.  | CLT Terni              | 28 | 26 | 7  | 7  | 12 | 72  | 85  | -23 |
|                               | 12.  | Marcianise             | 25 | 26 | 6  | 7  | 13 | 58  | 92  | -34 |
|                               | 13.  | Prato                  | 25 | 26 | 7  | 4  | 15 | 66  | 91  | -25 |
|                               | 14.  | Polisportiva Giampaoli | 9  | 26 | 2  | 3  | 21 | 67  | 142 | -75 |

### Verdetti
- Arzignano campione d'Italia 2005-06 e qualificato alla Coppa UEFA 2006-07.
- Arzignano, Luparense, Nepi e Roma qualificati al secondo turno dei play-off.
- Augusta, Lazio, Montesilvano, Napoli, Perugia e Reggio qualificati al primo turno dei play-off.
- Cesena e Cinecittà qualificati al primo turno dei play-off in quanto vincitrici della Serie A2.
- Marcianise e Circolo Lavoratori Terni salvi dopo i play-out.
- Polisportiva Giampaoli e Prato retrocessI in Serie A2 2006-07.

## Calendario e risultati
| andata       | 1ª giornata                    | ritorno     |
| 17 set. 2005 |                                | 7 gen. 2006 |
| 1-5          | Arzignano - Napoli             | 2-4         |
| 2-4          | Augusta - Nepi                 | 1-6         |
| 2-5          | Ancona - Perugia               | 3-7         |
| 0-7          | Marcianise - Luparense         | 2-3         |
| 0-3          | Montesilvano - Reggio Calabria | 7-6         |
| 4-10         | Prato - Lazio                  | 3-6         |
| 9-2          | Roma - Terni                   | 4-3         |

| andata      | 4ª giornata              | ritorno      |
| 8 ott. 2005 |                          | 28 gen. 2006 |
| 7-0         | Lazio - Marcianise       | 3-3          |
| 8-1         | Luparense - Arzignano    | 3-3          |
| 5-5         | Montesilvano - Augusta   | 0-4          |
| 2-3         | Napoli - Terni           | 1-1          |
| 5-2         | Nepi - Roma              | 1-5          |
| 6-4         | Reggio Calabria - Ancona | 4-4          |
| 5-8         | Perugia - Prato          | 2-2          |

| andata       | 7ª giornata             | ritorno      |
| 29 ott. 2005 |                         | 25 feb. 2006 |
| 3-5          | Perugia - Lazio         | 3-2          |
| 3-3          | Prato - Reggia Calabria | 4-7          |
| 2-2          | Roma - Montesilvano     | 4-4          |
| 8-3          | Arzignano - Marcianise  | 2-2          |
| 2-3          | Terni - Luparense       | 5-3          |
| 1-5          | Ancona - Augusta        | 0-4          |
| 1-3          | Napoli - Nepi           | 4-1          |

| andata       | 10ª giornata              | ritorno      |
| 19 nov. 2005 |                           | 25 mar. 2006 |
| 1-2          | Augusta - Prato           | 3-2          |
| 2-5          | Ancona - Roma             | 1-3          |
| 3-3          | Lazio - Arzignano         | 4-6          |
| 3-1          | Marcianise - Terni        | 2-5          |
| 5-3          | Montesilvano - Napoli     | 1-1          |
| 2-2          | Reggio Calabria - Perugia | 2-5          |
| 3-2          | Luparense - Nepi          | 4-1          |

| andata       | 13ª giornata             | ritorno      |
| 17 dic. 2005 |                          | 15 apr. 2006 |
| 2-2          | Perugia - Augusta        | 2-2          |
| 3-4          | Prato - Roma             | 1-3          |
| 1-5          | Terni - Arzignano        | 6-8          |
| 6-4          | Lazio - Reggio Calabria  | 4-6          |
| 4-2          | Luparense - Montesilvano | 5-3          |
| 2-3          | Napoli - Ancona          | 7-3          |
| 8-1          | Nepi - Marcianise        | 3-0          |

| andata       | 2ª giornata                  | ritorno      |
| 24 set. 2005 |                              | 14 gen. 2006 |
| 2-2          | Perugia - Arzignano          | 5-5          |
| 4-5          | Terni - Prato                | 4-3          |
| 2-4          | Lazio - Montesilvano         | 3-6          |
| 4-3          | Luparense - Augusta          | 4-0          |
| 2-5          | Napoli - Roma                | 1-3          |
| 6-0          | Nepi - Ancona                | 6-4          |
| 2-2          | Reggio Calabria - Marcianise | 3-3          |

| andata       | 5ª giornata                 | ritorno      |
| 15 ott. 2005 |                             | 11 feb. 2006 |
| 5-3          | Arzignano - Reggio Calabria | 7-0          |
| 1-0          | Augusta - Marcianise        | 2-3          |
| 1-0          | Terni - Perugia             | 2-4          |
| 6-6          | Ancona - Montesilvano       | 1-5          |
| 2-2          | Napoli - Lazio              | 2-5          |
| 2-4          | Prato - Nepi                | 1-3          |
| 2-4          | Roma - Luparense            | 1-6          |

| andata      | 8ª giornata             | ritorno     |
| 5 nov. 2005 |                         | 4 mar. 2006 |
| 2-2         | Augusta - Arzignano     | 2-4         |
| 10-5        | Lazio - Ancona          | 5-6         |
| 1-1         | Luparense - Napoli      | 4-3         |
| 4-6         | Marcianise - Roma       | 1-2         |
| 2-3         | Montesilvano - Prato    | 2-2         |
| 5-3         | Nepi - Perugia          | 0-0         |
| 3-2         | Reggio Calabria - Terni | 3-3         |

| andata      | 11ª giornata           | ritorno      |
| 3 dic. 2005 |                        | 1º apr. 2006 |
| 2-2         | Terni - Augusta        | 1-2          |
| 9-2         | Luparense - Lazio      | 6-5          |
| 3-3         | Napoli - Marcianise    | 5-1          |
| 6-5         | Nepi - Reggio Calabria | 1-3          |
| 3-3         | Perugia - Montesilvano | 1-5          |
| 4-1         | Prato - Ancona         | 4-1          |
| 6-4         | Roma - Arzignano       | 4-9          |

| andata       | 3ª giornata               | ritorno      |
| 1º ott. 2005 |                           | 21 gen. 2006 |
| 6-6          | Arzignano - Nepi          | 4-5          |
| 6-2          | Augusta - Reggio Calabria | 2-5          |
| 2-3          | Terni - Lazio             | 2-2          |
| 2-8          | Ancona - Luparense        | 4-10         |
| 4-3          | Marcianise - Montesilvano | 4-5          |
| 2-2          | Prato - Napoli            | 0-3          |
| 2-0          | Roma - Perugia            | 6-3          |

| andata       | 6ª giornata              | ritorno      |
| 22 ott. 2005 |                          | 18 feb. 2006 |
| 2-2          | Perugia - Napoli         | 1-3          |
| 3-3          | Reggio Calabria - Roma   | 1-1          |
| 7-4          | Lazio - Augusta          | 2-2          |
| 5-2          | Luparense - Prato        | 1-2          |
| 5-2          | Marcianise - Ancona      | 4-4          |
| 4-5          | Montesilvano - Arzignano | 0-6          |
| 6-2          | Nepi - Terni             | 3-3          |

| andata       | 9ª giornata              | ritorno      |
| 12 nov. 2005 |                          | 11 mar. 2006 |
| 2-5          | Perugia - Luparense      | 0-5          |
| 1-2          | Prato - Marcianise       | 1-2          |
| 7-4          | Roma - Augusta           | 1-2          |
| 5-2          | Arzignano - Ancona       | 5-1          |
| 3-3          | Terni - Montesilvano     | 1-1          |
| 0-2          | Napoli - Reggio Calabria | 5-5          |
| 6-8          | Nepi - Lazio             | 4-2          |

| andata       | 12ª giornata                | ritorno     |
| 10 dic. 2005 |                             | 8 apr. 2006 |
| 10-2         | Arzignano - Prato           | 1-0         |
| 4-4          | Augusta - Napoli            | 2-3         |
| 2-6          | Ancona - Terni              | 3-5         |
| 3-3          | Marcianise - Perugia        | 1-2         |
| 3-1          | Montesilvano - Nepi         | 2-6         |
| 2-4          | Reggio Calabria - Luparense | 3-3         |
| 0-4          | Roma - Lazio                | 6-0         |

## Statistiche e record

### Record
- Maggior numero di vittorie: Luparense (21)
- Minor numero di sconfitte: Luparense (2)
- Migliore attacco: Luparense (122 gol fatti)
- Miglior difesa: Luparense (55 gol subiti)
- Miglior differenza reti: Luparense (+67)
- Maggior numero di pareggi: Perugia e Reggio (10)
- Minor numero di pareggi: Polisportiva Giampaoli Luparense e Nepi (3)
- Minor numero di vittorie: Polisportiva Giampaoli (2)
- Maggior numero di sconfitte: Prato (15)
- Peggiore attacco: Marcianise (58 gol fatti)
- Peggior difesa: Polisportiva Giampaoli (142 gol subiti)
- Peggior differenza reti: Polisportiva Giampaoli (-75)
- Partita con più reti: Lazio - Polisportiva Giampaoli 10-5 (15)
- Partita casalinga con maggiore scarto di gol: Arzignano - Prato 10-2 (8)
- Partita in trasferta con maggiore scarto di gol: Marcianise - Luparense 0-7 (7)
- Miglior serie positiva:
- Risultato più frequente: 2-2 (16 volte)
- Totale dei gol segnati: 1202

### Classifica marcatori[2]
| Gol |  |  | Giocatore            | Squadra                         |
| --- |  |  | -------------------- | ------------------------------- |
| 34  |  |  | Fabrizio Amoroso     | Arzignano                       |
| 31  |  |  | Erick Bellomo        | Lazio                           |
| 26  |  |  | John Pinilla         | Arzignano                       |
| 23  |  |  | Denilson Manzali     | Lazio                           |
| 23  |  |  | Adriano Foglia       | Montesilvano (16) Arzignano (7) |
| 22  |  |  | Edgar Schurtz        | Marcianise (14) Prato (8)       |
| 21  |  |  | Saad Assis           | Luparense                       |
| 21  |  |  | Sérgio Antônio Abrão | Polisportiva Giampaoli          |
| 21  |  |  | Nilson               | Augusta                         |
| 20  |  |  | Patrick Nora         | Reggio                          |

## Play-off

### Formula
Ai play-off si qualificano le prime 10 squadre della serie A e le vincenti dei due gironi di serie A2, ovvero Cesena e Cinecittà. Le prime quattro della serie A aspettano ai quarti mentre le altre otto disputano un turno in più ad eliminazione diretta con gare di andata e ritorno. Il regolamento prevede che accedano ai quarti di finale le squadre che, nell'arco del doppio confronto, avranno realizzato il maggior numero di reti. In caso di parità, al termine del secondo incontro, si disputeranno due tempi supplementari da 5' ciascuno. In caso di ulteriore parità, passeranno il turno le squadre di categoria superiore o quelle meglio classificate al termine della stagione regolare. I quarti, le semifinali e la finale si giocano al meglio delle tre partite. Passerà il turno la squadra che totalizzerà più punti, indipendentemente dalla differenza reti, nelle prime due gare. In caso di un successo per parte o di due pareggi, si disputerà una terza gara sullo stesso campo di gara 2. In caso di parità al termine dei tempi regolamentari di questa terza gara, si procederà a due tempi supplementari da 5' ciascuno e, se necessario, ai tiri di rigore.

### Tabellone
|  | 1º turno     | 1º turno     | 1º turno | 1º turno |           |           | Quarti | Quarti | Quarti    | Quarti      |   |   | Semifinali | Semifinali | Semifinali | Semifinali |  |  | Finale | Finale | Finale | Finale |
|  |              |              |          |          |           |           |        |        |           |             |   |   |            |            |            |            |  |  |        |        |        |        |
|  |              |              |          |          |           |           |        |        |           |             |   |   |            |            |            |            |  |  |        |        |        |        |
|  |              |              |          |          |           |           |        |        |           |             |   |   |            |            |            |            |  |  |        |        |        |        |
|  | Luparense    | 4            | 3        | 7        |           |           |        |        |           |             |   |   |            |            |            |            |  |  |        |        |        |        |
|  | Luparense    | 4            | 3        | 7        | Augusta   | 4         | 3      |        |           |             |   |   |            |            |            |            |  |  |        |        |        |        |
|  |              | Augusta      | 4        | 3        | Augusta   | 4         | 3      | 2      |           |             |   |   |            |            |            |            |  |  |        |        |        |        |
|  | Napoli       | Augusta      | 4        | 3        | 1         | 2         |        | 2      |           | Luparense   | 2 | 1 |            |            |            |            |  |  |        |        |        |        |
|  | Napoli       |              |          |          |           |           |        |        |           | Luparense   | 2 | 1 |            |            |            |            |  |  |        |        |        |        |
|  |              |              |          |          |           | Arzignano | 6      | 2      |           |             |   |   |            |            |            |            |  |  |        |        |        |        |
|  | Arzignano    | 7            | 6        |          |           | Arzignano | 6      | 2      |           |             |   |   |            |            |            |            |  |  |        |        |        |        |
|  | Arzignano    | 7            | 6        | Cesena   | 4         | 4         |        |        |           |             |   |   |            |            |            |            |  |  |        |        |        |        |
|  |              | Lazio        | 3        | Cesena   | 4         | 4         | 0      |        |           |             |   |   |            |            |            |            |  |  |        |        |        |        |
|  | Lazio        | Lazio        | 3        | 4        | 6         |           | 0      |        | Arzignano | 3           | 1 |   |            |            |            |            |  |  |        |        |        |        |
|  | Lazio        |              |          |          |           |           |        |        | Arzignano | 3           | 1 |   |            |            |            |            |  |  |        |        |        |        |
|  |              |              |          |          |           | Nepi      | 1      | 0      |           |             |   |   |            |            |            |            |  |  |        |        |        |        |
|  | Roma Futsal  | 2            | 6        | 1(4)     |           | Nepi      | 1      | 0      |           |             |   |   |            |            |            |            |  |  |        |        |        |        |
|  | Roma Futsal  | 2            | 6        | 1(4)     | Perugia   | 2         | 3      |        |           |             |   |   |            |            |            |            |  |  |        |        |        |        |
|  |              | Montesilvano | 6        | 1        | Perugia   | 2         | 3      | 1(2)   |           |             |   |   |            |            |            |            |  |  |        |        |        |        |
|  | Montesilvano | Montesilvano | 6        | 1        | 7         | 3         |        | 1(2)   |           | Roma Futsal | 0 | 2 | 1          |            |            |            |  |  |        |        |        |        |
|  | Montesilvano |              |          |          |           |           |        |        |           | Roma Futsal | 0 | 2 | 1          |            |            |            |  |  |        |        |        |        |
|  |              |              |          |          |           | Nepi      | 1      | 0      | 4         |             |   |   |            |            |            |            |  |  |        |        |        |        |
|  | Nepi         | 1            | 7        | 5        |           | Nepi      | 1      | 0      | 4         |             |   |   |            |            |            |            |  |  |        |        |        |        |
|  | Nepi         | 1            | 7        | 5        | Cinecittà | 3         | 2      |        |           |             |   |   |            |            |            |            |  |  |        |        |        |        |
|  |              | Reggio       | 4        | 2        | Cinecittà | 3         | 2      | 1      |           |             |   |   |            |            |            |            |  |  |        |        |        |        |
|  | Reggio       | Reggio       | 4        | 2        | 3         | 7         |        | 1      |           |             |   |   |            |            |            |            |  |  |        |        |        |        |
|  | Reggio       |              |          |          | 3         | 7         |        |        |           |             |   |   |            |            |            |            |  |  |        |        |        |        |

### Risultati

#### Primo turno

##### Andata
| Arbitri: | Enrico Carpani (Ascoli) Vittorio Sperati (Rieti) |

|                                                  |           |                |
| Cabezaolias 13’ Caputo 29’ Nilson 31’ Ottoni 37’ | Marcatori | 36’ F. Manzali |

| Arbitri: | Danilo Martellini (Perugia) Ugo Navillod (Aosta) |

|                                                   |           |                                                     |
| Weber 19’ R. Daga 32’, 33'30’’ (t.l.), 38’ (t.l.) | Marcatori | 14’, 23’ Bachega 33'45’’ Bellomo 39'42’’ D. Manzali |

| Arbitri: | Luca Rainato (Padova) Alberto Maestroni (Varese) |

|                                       |           |                                     |
| De Bella 22’ Cipolla 25’ Teixeira 39’ | Marcatori | 3’ Gil 7’ Cantagalo 28’ R. Villalba |

| Arbitri: | Antonio Masciullo (Bari) Andrea Liga (Palermo) |

|                        |           |                                                                          |
| Gioia 6’ Forte 19'53’’ | Marcatori | 0'15’’, 10’ De Nichile 4’ Foglia 19'43’’, 37’ G. Ayala 24’, 33’ Romanini |

##### Ritorno
| Arbitri: | Ruggiero Mennuni (Barletta) Giuseppe D'Antuono (Foggia) |

|                              |           |                                                |
| Rom. Bertoni 1’ Mazzocchi 7’ | Marcatori | 38’, 39'48'’ (t.l.) Ottoni 39'23’’ Cabezaolias |

| Arbitri: | Mario Iacuzio (Nocera Inferiore) Gaetano Trinchese (Nola) |

|                                                                          |           |                                         |
| Bellomo 20'49’’, 47’ Alcaraz 24’ Piffer 28’ Bachega 39’ Bortolon 49'53’’ | Marcatori | 9’ Ariati 22’ A. Rossa 29’, 30’ Cavalli |

| Arbitri: | Fabrizio Spalla (Forlì) Riccardo Arnò (Reggio Emilia) |

|                                                                   |           |                                                              |
| R. Villalba 3’, 36’ Cantagalo 4’ Nora 11’, 33’ Gomes 26’, 33'30’’ | Marcatori | 5’ (rig.) Franzoi 38’ Planas 38'30’’ Salomao 39’ (aut.) Meli |

| Arbitri: | Giuliano Rosa (Firenze) Michele De Ceglia (Milano) |

|                                           |           |                                          |
| De Nichile 19'52’’ Foglia 34’ Ghiotti 37’ | Marcatori | 6’ González 17’ (rig.) Gioia 24’ Giménez |

#### Quarti

##### Gara 1
| Arbitri: | Alessandro Scardicchio (Bari) Aniello Prisco (Frosinone) |

|                                              |           |                                                   |
| Nilson 0'28’’, 37’ Menini 9’ Cabezaolias 18’ | Marcatori | 3’, 23’ Vampeta 11’ Bitencourt 30’ J. Dalle Molle |

| Arbitri: | Fabio Conti (Como) Andrea Castelli (San Benedetto) |

|                                                                    |           |                          |
| Foglia 3’ De Nichile 4’, 37'30’’ Volpi 6’ Palusci 36’ E. Ayala 37’ | Marcatori | 12’ Angelini 23’ Lovatel |

| Arbitri: | Alessandro Radicello (Palermo) Salvatore Lombardo (Palermo) |

|                                              |           |                                                                       |
| D. Manzali 8’ Forghieri 17’ B. Rossa 21'30’’ | Marcatori | 0'51’’ Pinilla 4'22’’ Wilhelm 4'51’’ Danilo 6’, 19’, 21’, 32’ Amoroso |

| Arbitri: | Massimo Luca De Marco (Genova) Salvatore Vittorio (Sulmona) |

|                                                            |           |            |
| Cantagalo 13’ M. Urio 25’ (aut.) Gomes 35’ W. Villalba 39’ | Marcatori | 15’ Júnior |

##### Gara 2
| Arbitri: | Edoardo Ambrosini (Carrara) Fabrizio Ferrari (Modena) |

|                        |           |                                    |
| Grana 8’, 14’ Saad 33’ | Marcatori | 25’ Ottoni 27’ Teixeira 36’ Nilson |

| Arbitri: | Rosario Buffo (Catania) Mario Romeo (Acireale) |

|                                                            |           |                |
| Furlam 2’ Angelini 8’ Duarte 19’, 37’ Montovaneli 31’, 38’ | Marcatori | 23’ De Nichile |

| Arbitri: | Filippo Priola (Cagliari) Angelo Grimaldi (Vibo Valentia) |

|  |           |               |
|  | Marcatori | 1’ D. Manzali |

| Arbitri: | Federico Carraro (Verona) Pietro Marchetti (San Donà) |

|                                                                       |           |                            |
| Ippoliti 0'10’’, 34’, 36’ Jonas 2’ Júnior 12’ Corsini 26’ Garcias 37’ | Marcatori | 5’ Gagliardi 21’ Mallamaci |

##### Gara 3
| Arbitri: | Lorenzo Mario Brambilla (Milano) Gianluca Dal Mas (Bolzano) |

|                                                            |           |                        |
| Saad 7’, 13’, 24’, 38’, 39'51’’ E. Bertoni 33’, 39’ (t.l.) | Marcatori | 11’ Teixeira 17’ Mielo |

| Arbitri: | Donato Mauro (Battipaglia) Marcello Toscano (Ercolano) |

|                                |                      |                                    |
| Duarte 9’                      | Marcatori            | 0'39’’ De Nichile                  |
| Parrel Angelini Duarte Sánchez | Tiri di rigore 4 – 2 | Romanini Palusci Foglia De Nichile |

| Arbitri: | Rosino Tatti (Avezzano) Luigi Case (Pescara) |

|                                                            |           |                 |
| M. Urio 7’, 8’ Gomes 12’ (aut.) Garcias 24’ Júnior 39'21’’ | Marcatori | 17’ (t.l.) Nora |

#### Semifinali

##### Gara 1
| Arbitri: | Mauro Del Tutto (Ciampino) Francesco Massini (Roma 1) |

|                                                                               |           |                          |
| Wilhelm 7’ Amoroso 9’ Brancher 19’ (rig.) Bearzi 20’ Benítez 32’ Brancher 40’ | Marcatori | 2’ E. Bertoni 22’ Feller |

| Arbitri: | Paolo Troiani (Pesaro) Augusto Balestra (Forlì) |

|              |           |  |
| Lazarini 16’ | Marcatori |  |

##### Gara 2
| Arbitri: | Roberto Teseo (Roma) Catello Abagnale (Ciampino) |

|            |           |                         |
| Feller 29’ | Marcatori | 12’ Pinilla 17’ Amoroso |

| Arbitri: | Ercole Vescio (Catanzaro) Vincenzo Vitrioli (Reggio Calabria) |

|                                    |           |  |
| Montovaneli 2’ Angelini 35’ (t.l.) | Marcatori |  |

##### Gara 3
| Arbitri: | Carlo Di Marco (Pescara) Angelo Grimaldi (Vibo Valentia) |

|            |           |                                                          |
| Batata 40’ | Marcatori | 6’ Jonas 19'58'’ Guerra 38’ Jonas 39'45'’ (t.l.) Corsini |

#### Finale

##### Gara 1
| Arbitri: | Giacomo Scarpati (Torre del Greco) Luca Desideri (Prato) |

|                             |           |            |
| Pinilla 3’, 38’ Amoroso 34’ | Marcatori | 4’ Garcias |

#### Gara 2
| Arbitri: | Valerio Ierace (Grosseto) Guido Alfonsi (L’Aquila) |

|  |           |                 |
|  | Marcatori | 22'43’’ Wilhelm |

## Play-out
Ai play-out parteciparono la 11ª e la 12ª classificata della serie A e le vincenti dei play-off di Serie A2. Otterranno l'accesso alla serie A 2006-07 le squadre che, nel doppio confronto avranno realizzato il maggior numero di reti. In caso di parità si disputeranno due tempi supplementari da 5' ciascuno. Perdurando la parità risulteranno vincenti le due squadre di serie A. Al termine del doppio confronto sia il Marcianise sia il Circolo Lavoratori Terni ottennero la permanenza nella massima serie, superando rispettivamente Pescara e Torrino.

### Andata
| Arbitri: | Luca Desideri (Prato) Giacomo Scarpati (Torre del Greco) |

|                                   |           |                       |
| Zé Renato 9’ Bolognese 15’ (t.l.) | Marcatori | 19'33'’ (t.l.) Marini |

| Arbitri: | Walter Berardi (Gallarate) Valerio Ierace (Grosseto) |

|                                                 |           |                                 |
| Di Muzio 1’ Rosinha 7’ Repetto 27’ Di Muzio 35’ | Marcatori | 2’ Schurtz 16’, 17’ G. Pelentir |

### Ritorno
| Arbitri: | Guido Alfonsi (L'Aquila) Carlo Di Marco (Pescara) |

|                                                                         |           |                                       |
| Calderolli 3’ Coco 4’ Calderolli 9’ Marini 39'57'’, 49’ Favetti 45'12'’ | Marcatori | 13’ Renan 14’ Rubei 39'15'’ Zé Renato |

| Arbitri: | Massimo Cumbo (Roma 1) Aniello Prisco (Frosinone) |

|                                                 |           |             |
| Andregtoni 25’ Schurtz 36’ Batista 38’ Bico 39’ | Marcatori | 37’ Repetto |

## Supercoppa italiana
L'ottava edizione della Supercoppa italiana si è svolta il 20 settembre a Perugia presso il PalaEvangelisti tra i Campioni d'Italia del Perugia e il Nepi vincitore della Coppa Italia.
| Arbitri: | Guido Alfonsi (L'Aquila) Carlo Di Marco (Pescara) |
| Crono:   | Mirco Romanelli (Fermo)                           |

| |            | |
| Mitraud 11’ Danilo 15’ (t.l.) Forte 30’ | Marcatori  | 38’ Bresciani 39'48’’ Garcias |
| · Marco Ripesi · Rodrigo Campagnaro · Márcio Forte · Graziano Gioia · ? Delle Lenti · Clayton Baptistella · Felipe Mitraud · Giorgio Ruzzier · Danilo · Fernando Silveira · Marcelo Giménez · Enio Aristei | Formazioni | · Alessandro Quatrini · Júnior · Leandro Planas · Diego Giustozzi · Luca Colonnelli · Luca Marchetti · Francesco Milani · Hernán Garcias · Davide Zanlucchi · Luca Ippoliti · Cristian Bresciani · Ângelo Guerra |
| Fulvio Colini | Allenatori | Agenore Maurizi |